# 対馬孝之
対馬 孝之（つしま たかゆき、1969年11月8日 - ）は、青森朝日放送（ABA）の社員、元アナウンサー（報道記者・報道デスク・スポーツデスク兼務）。血液型はA型。
青森県青森市出身。青森市立筒井中学校、青森県立青森高等学校、宮城教育大学卒業。
現在は青森朝日放送営業部長。

## 人物
1993年に青森朝日放送（ABA）に入社し、『ABAステーション』など報道・スポーツ番組を担当。
1997年、さくらんぼテレビジョン（山形県）の開局とともに同局に移籍し、『SAYザ・ヒューマン』のキャスターなどを務めた。
2002年4月、ABAに再入社。
母校の筒井中学校の定期演奏会の司会を毎年務めている。
2017年4月、営業部に異動。

## 過去の担当番組
- ABAステーション
- ワンポチッ
- 朝はビタミンABA
- ABAニュース
- スーパーJチャンネルABA
- 全国高等学校野球選手権青森大会中継

## さくらんぼテレビ時代の担当番組
- SAYスーパータイム（さくらんぼテレビ開局前サービス放送の3月24日からのたったの1週間のみ）
- SAYザ・ヒューマン
- SAYスーパーニュース（ABAに再入社する2002年まで担当）
- FNSの日27時間テレビ（開局当時同番組企画でのフリースロー対決の山形からの実況中継を担当）

## その他出演番組
- めちゃ×2イケてるッ!（さくらんぼテレビのお手伝い企画にてSAYニュース555ザ・ヒューマンの一部分に出演、1997年6月7日放送）